# اهلی‌شدن سگ

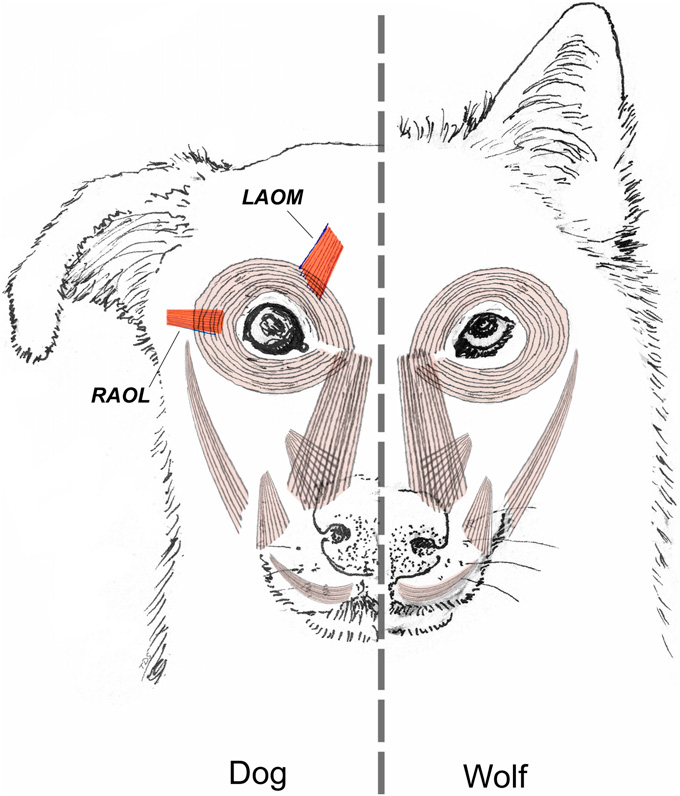
سگ خانگی (Canis familiaris) و گرگ وحشی (Canis lupus): وجود عضلات LAOM و RAOL در سگ و عدم وجود آنها در گرگ

اهلی سازی سگ‌ها فرایندی است که در نتیجه آن سگ‌های اهلی یا خانگی به وجود آمدند. این شامل واگرایی ژنتیکی آنها از گرگ‌ها، اهلی سازی آن، و تکوین سگ‌های اولیه. مطالعات ژنتیکی پیشنهاد می‌دهد که تمامی سگ‌های باستانی و مدرن دارای یک دودمان مشترک بوده و از جمعیت گرگی باستانی که اکنون منقرض شده‌است، یا جمعیت‌های گرگ مرتبطی با آن که نسبتاً از دودمان گرگی مدرن متمایز بودند، نشأت گرفته‌اند. شباهت سگ به گرگ خاکستری ناشی از جریان ژنی فراوان بین سگ‌ها و گرگ‌ها می‌باشد، این به این معنی است که گرگ خاکستری مدرن نزدیکترین خویشاوند زنده سگ است. گرگ منقرض شده در اواخر دوره پلیستوسن (عهد چهارم زمین‌شناسی) ممکن است جد سگ نیز باشد.
سگ حیوانی است که به گرگ شباهت دارد. واگرایی ژنتیکی بین جد سگ‌ها و گرک‌های امروزی بین ۴۰۰۰۰ و ۳۰۰۰۰ سال پیش، درست قبل از آخرین بیشینه یخچالی یا در حین آن (۲۰۰۰۰ تا ۲۷۰۰۰ سال پیش) رخ داده‌است. این بازه زمانی حداکثر زمان آغاز اهلی‌سازی را نشان می‌دهد به دلیل اینکه زمان واگرایی بوده نه زمان اهلی‌سازی که بعدها رخ داده.
یکی از مهم‌ترین تحولات در تاریخ بشر بیش از ۳۰۰۰۰ سال پیش با اهلی‌سازی حیوانات شروع گردید که با همکاری بلندمدت بین گرگ‌ها و شکارچی-گردآورنده آغاز شد. سگ اولین گونه و تنها شکارچی بزرگ گوشت‌خوار بود که به اهلی‌سازی شد. اهلی‌سازی سگ به دلیل تغییرات بین جد مشترک گرگ‌ها در پاسخ جنگ یا گریز رخ داده‌است. جایی که جد مشترک گرگ‌ها با خشونت کمتر و اجتناب اما نوع دوستی بزرگتری نسبت با انسان‌ها، سود برازش (فرآیندهای مشابه برای انسان‌ها) کسب کردند، و بنابراین اهلی‌سازی سگ نمونه برجسته‌ای از انتخاب اجتماعی می‌باشد (به جای انتخاب مصنوعی). سوابق باستان‌شناسی و تحلیل ژنتیکی نشان می‌دهند که پسماندهای سگ بون-اوبرکاسل که ۱۴۲۰۰سال پیش در کنار انسان‌ها به خاک سپرده شدند، اولین سگ بدون اختلاف را نشان می‌دهند، در حالی که پسماندهای مورد اختلاف ۳۶۰۰۰ سال پیش رخ داده‌اند.
اهلی سازی سگ از زراعت بیشتر انجام شده‌است و تا ۱۱۰۰۰ سال پیش در دوران هولوسن که مردم در نزدیکی شرق با جمعیت‌های وحشی حیواناتی مثل نیاگاوها، گرازها، گوسفندان و بزها شروع به ارتباط داشتن کردند، صورت نگرفته بود. مکانی که اهلی سازی سگ در آن صورت گرفته هنوز مورد بحث است. با این حال بررسی‌های ادبیاتی از شواهد نشان می‌دهند که سگ در اورآسیا اهلی گشته و محتملاً در آسیای مرکزی، آسیای شرقی و اروپای غربی اهلی سازی شده‌است. ۱۱۷۰۰ سال پیش تا پایان آخرین عصر یخبندان اخیر، پنج دودمان اجدادی از یکدیگر تنوع یافته و آنها شامل نمونه‌های باستانی سگ یافت شده در سرزمین شام (۷٬۰۰۰ سال پیش از امروز)، کارلیا (۱۰٬۹۰۰ سال پیش از امروز)، دریاچه بایکال (۷٬۰۰۰ سال پیش از امروز)، آمریکای باستان (۴٬۰۰۰ سال پیش از امروز) و سگ نیوگینیای خواننده (در حال حاضر) می‌شوند.
در سال ۲۰۲۰، یک بازبینی ادبی از مدارک امروز که نشان می‌دهد اهلی سازی سگ در ۲۶۰۰۰–۱۹۷۰۰ سال پیش توسط دیرین شمال اوراسیا استنباط می‌شود که بعداً به سمت شرق داخل آمریکا و سمت غربی اوراسیا پراکنده گردیده. این نظریه زمانی که واگرایی ژنتیکی به آن نسبت داده شد، مشتق می‌شوند در حالی که سگ‌های باستانی تا این لحظه به قرار ملاقات گذاشتن ادامه داده این فرضیه از زمانی که اختلافات ژنتیکی به آن نسبت داده می‌شوند مشتق می‌شود، در حالی که پسماندهای سگ باستانی مربوط به همین زمان و مکان کشف نشده‌اند، اما بافت‌برداری باستان‌شناختی در آن مناطق به‌طور کلی محدود است.